# Marduk-ahhe-eriba
Marduk-ahhê-erîba ou Marduk-ahhê-erîba est le neuvième roi babylonien de la seconde dynastie d'Isin. Il accède au pouvoir vers 1047 av. J-C mais meurt prématurément et son règne dure seulement six mois.